# Coupe européenne masculine de handball
La Coupe européenne (anglais : EHF European Cup), appelée Coupe des Villes jusqu'en 2000 puis Coupe Challenge jusqu'en 2020, est une compétition européenne de clubs masculins de handball, organisée par la Fédération européenne de handball (EHF). Il s'agit de la compétition du niveau le plus faible dans la hiérarchie des coupes d'Europe.

## Historique

Logo de la Coupe Challenge jusqu'en 2020.

Créée en 1993, la Coupe des Villes est ouverte à tous les clubs européens. C'est ainsi qu'entre 1994 et 2000, la compétition est dominée par les meilleures nations européennes, l'Allemagne étant vainqueur de 6 des 7 éditions et l'Espagne atteignant trois fois la finale.
En 2000, la compétition est renommée Coupe Challenge et est alors réservée aux moins bonnes nations. Ainsi, pour la première édition en 2000-2001, les clubs allemands, croates, espagnols, danois, hongrois, norvégiens, slovènes et suédois ne participent pas à la compétition qui est alors remportée par le club yougoslave du RK Jugović Kać face au club suisse du Pfadi Winterthur.
Par la suite, c'est le Coefficient EHF qui établit le nombre de places attribuées à chaque nation en fonction de leurs performances dans l'ensemble des coupes d'Europe. Ainsi, avec 7 victoires entre 2006 et 2019, la Roumanie est devenue la nation la plus titrée de la compétition, le Portugal ayant également remporté la compétition trois fois au cours de la même période.
En 2020, la compétition est renommée Coupe européenne, conservant son format (matchs à élimination directe en aller-retour) et son mode de qualification (les nations les plus performantes selon le Coefficient EHF n'y participent pas).

## Palmarès
| Saison | Vainqueur              | Finaliste         | Scores           | Total   |
| ------ | ---------------------- | ----------------- | ---------------- | ------- |
| 1994   | TUSEM Essen            | HK Drott Halmstad | 27 – 17, 31 – 26 | 58 – 43 |
| 1995   | TV Niederwürzbach      | BM Gáldar         | 26 – 29, 32 – 26 | 58 – 55 |
| 1996   | Drammen HK             | SG Hameln         | 22 – 21, 27 – 21 | 49 – 42 |
| 1997   | TuS Nettelstedt        | Kolding IF        | 32 – 19, 27 – 23 | 59 – 42 |
| 1998   | TuS Nettelstedt        | IFK Skövde HK     | 24 – 22, 25 – 23 | 49 – 45 |
| 1999   | SG Flensburg-Handewitt | BM Ciudad Real    | 27 – 27, 26 – 21 | 53 – 48 |
| 2000   | TV Großwallstadt       | BM Valladolid     | 30 – 23, 27 – 32 | 57 – 55 |

| Saison | Vainqueur                                         | Finaliste                                         | Scores                                            | Total                                             |
| ------ | ------------------------------------------------- | ------------------------------------------------- | ------------------------------------------------- | ------------------------------------------------- |
| 2001   | RK Jugović Kać                                    | Pfadi Winterthur                                  | 27 – 27, 26 – 22                                  | 53 – 49                                           |
| 2002   | Skjern Håndbold                                   | RK Pelister Bitola                                | 20 – 27, 34 – 17                                  | 54 – 44                                           |
| 2003   | Skjern Håndbold                                   | AS Fílippos Véria                                 | 27 – 30, 35 – 25                                  | 62 – 55                                           |
| 2004   | IFK Skövde HK                                     | Dunkerque HBGL                                    | 20 – 21, 27 – 24                                  | 47 – 45                                           |
| 2005   | Wacker Thoune                                     | ABC Braga                                         | *29 – 24, 26 – 29                                 | 55 – 53                                           |
| 2006   | Steaua Bucarest                                   | SC Horta                                          | 21 – 26, *34 – 27                                 | 55 – 53                                           |
| 2007   | CS UCM Reșița                                     | Drammen HK                                        | *26 – 26, 36 – 36                                 | 62E – 62                                          |
| 2008   | CS UCM Reșița                                     | Alpla HC Hard                                     | 28 – 29, *26 – 18                                 | 54 – 47                                           |
| 2009   | CS UCM Reșița                                     | CSU Suceava                                       | *25 – 27, 25 – 20                                 | 50 – 47                                           |
| 2010   | Sporting Clube de Portugal                        | MMTS Kwidzyn                                      | 27 – 25, 27 – 26                                  | 54 – 51                                           |
| 2011   | RK Cimos Koper                                    | SL Benfica                                        | 27 – 27, 31 – 27                                  | 58 – 54                                           |
| 2012   | AC Diomidis Argous                                | Wacker Thoune                                     | 26 – 23, 20 – 22                                  | 46 – 45                                           |
| 2013   | SKA Minsk                                         | HB Esch                                           | 31 – 26, 31 – 24                                  | 63 – 50                                           |
| 2014   | IK Sävehof                                        | RK Metaloplastika Šabac                           | /, 37 – 26                                        | 37 – 26                                           |
| 2015   | HC Odorhei                                        | ABC Braga/UMinho                                  | 28 – 32, 32 – 25                                  | 60 – 57                                           |
| 2016   | ABC Braga/UMinho                                  | SL Benfica                                        | 28 – 22, 25 – 29                                  | 53 – 51                                           |
| 2017   | Sporting Clube de Portugal                        | AHC Potaissa Turda                                | 37 – 28, 30 – 24                                  | 67 – 52                                           |
| 2018   | AHC Potaissa Turda                                | AEK Athènes                                       | 33 – 22, 26 – 27                                  | 59 – 49                                           |
| 2019   | CSM Bucarest                                      | Madeira Andebol SAD                               | 22 – 22, 26–20                                    | 48 – 42                                           |
| 2020   | Annulée en conséquence de la pandémie de Covid-19 | Annulée en conséquence de la pandémie de Covid-19 | Annulée en conséquence de la pandémie de Covid-19 | Annulée en conséquence de la pandémie de Covid-19 |

| Saison | Vainqueur          | Finaliste           | Scores           | Total            |
| ------ | ------------------ | ------------------- | ---------------- | ---------------- |
| 2021   | AEK Athènes        | Ystads IF           | 30 – 26, 24 – 20 | 54 – 46          |
| 2022   | Nærbø IL           | CS Minaur Baia Mare | 29 – 25, 27 – 26 | 56 – 51          |
| 2023   | Vojvodina Novi Sad | Nærbø IL            | 30 – 23, 25 – 23 | 55 – 46          |
| 2024   | Valur Reykjavík    | Olympiakós Le Pirée | 30 – 26, 27 – 31 | 57 – 57 5 – 4tab |
| 2025   | RK Alkaloid        | AEK Athènes         | 29 – 25, 10 – 0  | 39 – 25          |

* Vainqueur évoluant à domicile

## Bilan

### Par clubs
| Rang  | Club                       | Finales gagnées | Finales gagnées  | Finales perdues | Finales perdues |   |
| Rang  | Club                       | Nombre          | Saisons          | Nombre          | Saisons         |   |
| ----- | -------------------------- | --------------- | ---------------- | --------------- | --------------- | - |
| 1     | CS UCM Reșița              | 3               | 2007, 2008, 2009 | 0               | -               |   |
| 2     | TuS Nettelstedt            | 2               | 1997, 1998       | 0               | -               |   |
| -     | Skjern Håndbold            | 2               | 2002, 2003       | 0               | -               |   |
| -     | Sporting Clube de Portugal | 2               | 2010, 2017       | 0               | -               |   |
| 5     | ABC Braga/UMinho           | 1               | 2016             | 2               | 2005, 2015      |   |
| -     | AEK Athènes                | 1               | 2021             | 2               | 2018, 2025      |   |
| 7     | Drammen HK                 | 1               | 1996             | 1               | 2007            |   |
| -     | IFK Skövde HK              | 1               | 2004             | 1               | 1998            |   |
| -     | Wacker Thoune              | 1               | 2005             | 1               | 2012            |   |
| -     | AHC Potaissa Turda         | 1               | 2018             | 1               | 2017            |   |
| 11    | TUSEM Essen                | 1               | 1994             | 0               | -               | - |
| -     | TV Niederwürzbach          | 1               | 1995             | 0               | -               |   |
| -     | SG Flensburg-Handewitt     | 1               | 1999             | 0               | -               |   |
| -     | TV Großwallstadt           | 1               | 2000             | 0               | -               |   |
| -     | RK Jugović Kać             | 1               | 2001             | 0               | -               |   |
| -     | Steaua Bucarest            | 1               | 2006             | 0               | -               |   |
| -     | RK Cimos Koper             | 1               | 2011             | 0               | -               |   |
| -     | AC Diomidis Argous         | 1               | 2012             | 0               | -               |   |
| -     | SKA Minsk                  | 1               | 2013             | 0               | -               |   |
| -     | IK Sävehof                 | 1               | 2014             | 0               | -               |   |
| -     | HC Odorheiu Secuiesc       | 1               | 2015             | 0               | -               |   |
| -     | CSM Bucarest               | 1               | 2019             | 0               | -               |   |
| -     | Nærbø IL                   | 1               | 2022             | 0               | -               |   |
| -     | Vojvodina Novi Sad         | 1               | 2023             | 0               | -               |   |
| -     | Valur Reykjavík            | 1               | 2024             | 0               | -               |   |
| -     | RK Alkaloid                | 1               | 2025             | 0               | -               |   |
| /     | Arrêtée                    | 1               | 2020             | 1               | 2020            |   |
| Total | Total                      | 31              | 1994-2025        | -               | -               |   |

### Par nations
| Rang  | Nation      | Finales | Finales | Finales |
| Rang  | Nation      | Gagnées | Perdues | Total   |
| ----- | ----------- | ------- | ------- | ------- |
| 1     | Roumanie    | 7       | 3       | 9       |
| 2     | Allemagne   | 6       | 1       | 7       |
| 3     | Portugal    | 3       | 6       | 8       |
| 4     | Suède       | 2       | 3       | 5       |
| 6     | Norvège     | 2       | 2       | 4       |
| 7     | Danemark    | 2       | 1       | 3       |
| -     | Serbie      | 2       | 1       | 3       |
| 9     | Suisse      | 1       | 2       | 3       |
| 10    | Slovénie    | 1       | 0       | 1       |
| -     | Biélorussie | 1       | 0       | 1       |
| 12    | Espagne     | 0       | 3       | 3       |
| 13    | Macédoine   | 0       | 2       | 2       |
| 14    | Autriche    | 0       | 1       | 1       |
| -     | France      | 0       | 1       | 1       |
| -     | Pologne     | 0       | 1       | 1       |
| -     | Luxembourg  | 0       | 1       | 1       |
| -     | Islande     | 0       | 1       | 1       |
| Total | Total       | 31      | 31      | 62      |

## Statistiques
- Plus grand nombre de victoires en finale : 3  CS UCM Reșița
- Plus grand nombre de défaites en finale : 2  ABC Braga/UMinho,  Benfica Lisbonne
- Plus grand nombre de victoires consécutives : 3  CS UCM Reșița de 2007 à 2009
- Aucun club n'a perdu 2 finales consécutives.
- Plus grand nombre de participations à une finale : 3  CS UCM Reșița et ABC Braga/UMinho et  AEK Athènes
- Plus grand nombre de participations consécutives à une finale : 3  CS UCM Reșița de 2007 à 2009
- Clubs ayant gagné une finale sans jamais en avoir perdu : 18
- Clubs ayant perdu en finale sans jamais en avoir gagné : 23
- Finale ayant opposé 2 clubs d'un même pays :  CS UCM Reșița -  CSU Suceava en 2009 et  ABC Braga/UMinho -  Benfica Lisbonne en 2016
- Aucune ville n'a gagné avec 2 clubs différents. Mais 2 clubs de Lisbonne, le Sporting et Benfica, ont déjà participé à une finale.